# Municipio de Wano (Kansas)
El municipio de Wano (en inglés: Wano Township) es un municipio ubicado en el condado de Cheyenne en el estado estadounidense de Kansas. En el año 2010 tenía una población de 1839 habitantes y una densidad poblacional de 1,96 personas por km².

## Geografía
El municipio de Wano se encuentra ubicado en las coordenadas 39°46′48″N 101°51′13″O / 39.78000, -101.85361. Según la Oficina del Censo de los Estados Unidos, el municipio tiene una superficie total de 937.17 km², de la cual 936,47 km² corresponden a tierra firme y (0,07 %) 0,7 km² es agua.

## Demografía
Según el censo de 2010, había 1839 personas residiendo en el municipio de Wano. La densidad de población era de 1,96 hab./km². De los 1839 habitantes, el municipio de Wano estaba compuesto por el 98,26 % blancos, el 0,05 % eran afroamericanos, el 0,16 % eran amerindios, el 0,92 % eran asiáticos, el 0,38 % eran de otras razas y el 0,22 % eran de una mezcla de razas. Del total de la población el 3,21 % eran hispanos o latinos de cualquier raza.